# Rimularia gyromuscosa
Rimularia gyromuscosa är en lavart som beskrevs av Aptroot. Rimularia gyromuscosa ingår i släktet Rimularia och familjen Trapeliaceae.   Inga underarter finns listade i Catalogue of Life.